# ليزلي مكدونالد
ليزلي مكدونالد (4 فبراير 1991 بممفيس في الولايات المتحدة - ) (بالإنجليزية: Leslie McDonald)‏ هو لاعب كرة سلة أمريكي في مركز مدافع مسدد الهدف. لعب مع إري بايهوكس.

## وصلات خارجية
- ليزلي مكدونالد على موقع الاتحاد الدولي لكرة السلة (الإنجليزية)
- ليزلي مكدونالد على موقع كرة السلة الأوروبية.كوم (الإنجليزية)
- ليزلي مكدونالد على موقع كلية كرة السلة في سبورتس رفرنس.كوم (الإنجليزية)
- ليزلي مكدونالد على موقع ريلجم (الإنجليزية)
- ليزلي مكدونالد على موقع بروبوليرز (الإنجليزية)